# وليام جيه مارتيني
وليام جيه مارتيني (بالإنجليزية: William J. Martini)‏ (و. 1947 – م) هو سياسي، ومحامي، وقاضي من الولايات المتحدة الأمريكية.
وهو عضو في الحزب الجمهوري.

## التعليم
تعلم في جامعة روتجرز.